# Unidos do Campinho
Unidos do Campinho é uma escola de samba extinta da cidade do Rio de Janeiro. Ficava sediada no Morro do Fubá. Nasceu da união de vários blocos do Complexo do Campinho, que inclui, além do próprio Fubá, outras comunidades situadas na divisa entre Cascadura, Fazenda da Bica e Campinho. Seu símbolo era um gavião e as cores azul e branco.

## História
Fundada em 1987, seu primeiro desfile foi em 1989, quando se sagrou vice-campeã do Grupo D.
Após uma ascensão meteórica até o Grupo de acesso A, na época Grupo 1, a escola vivenciou um fato inusitado: a bateria chegou atrasada com 20 minutos de desfile e a escola teve de pará-lo para começá-lo de novo. Tratava-se do enredo Passa, passa tempo. Por conta dessa fatalidade a Unidos do Campinho acabou voltando para o Grupo 2 (atual Grupo de acesso B). Até esse ano, havia sido por três anos vice-campeã dos grupos inferiores, perdendo sempre para a Acadêmicos da Rocinha, porém sempre sendo promovida junto com essa agremiação.
Após 1995, quando o número de escolas por grupo foi bastante reduzido, e assim criado o Grupo de acesso E, a Unidos do Campinho foi rebaixada para dois grupos abaixo, de uma só vez.
Campeã do Grupo de acesso D no ano seguinte, em 1997, sem dinheiro, o seu então presidente Wantuir não conseguiu verbas para colocar o carnaval na avenida, sendo a escola extinta a partir daí.

## Carnavais
| Ano  | Colocação   | Grupo | Enredo                                               | Carnavalesco                      | Intérprete | Ref |
| ---- | ----------- | ----- | ---------------------------------------------------- | --------------------------------- | ---------- | --- |
| 1989 | Vice-campeã | D     | Carioca da gema                                      |                                   |            |     |
| 1990 | Vice-campeã | C     | Histórias do arco da velha                           |                                   |            |     |
| 1991 | Vice-campeã | B     | Dourados Sonhos do Axuí                              |                                   |            |     |
| 1992 | 14º lugar   | A     | Passa, Passa tempo                                   | Sérgio Kautzman e Armando Martins |            |     |
| 1993 | 8º lugar    | B     | Entre Confetes e Serpentinas, o Sonho de um Carnaval |                                   |            |     |
| 1994 | 7º lugar    | B     | Anastácia, Um Grito de Liberdade na Sapucaí          |                                   |            |     |
| 1995 | 9º lugar    | B     | Do Milho ao Milhão                                   |                                   |            |     |
| 1996 | Campeã      | D     | Brasil, Despertar da Cultura Popular                 |                                   |            |     |
| 1997 | 11º lugar   | C     |                                                      |                                   |            |     |

- Commons

## Fonte de referência
- ARAÚJO, Hiram. Carnaval: seis milênios de história. Rio de Janeiro: Ed. Gryphus, 2003.